# Ядлівчак сірогорлий
Ядлівча́к сірогорлий (Colluricincla tappenbecki) — вид горобцеподібних птахів родини свистунових (Pachycephalidae). Ендемік Нової Гвінеї. Раніше вважався конспецифічним з лісовим ядлівчаком.

## Підвиди
Виділяють три підвиди:
- C. o. tappenbecki Reichenow, 1898 — північ Нової Гвінеї (на схід до затоки Астролябія);
- C. o. madaraszi (Rothschild & Hartert, E, 1903) — півострів Гуон (північний схід Нової Гвінеї);
- C. o. maeandrina (Stresemann, 1921) — схід центральної Нової Гвінеї.

## Поширення і екологія
Сірогорлі ядлівчаки живуть переважно у рівнинних і гірських вологих тропічних лісах і на узліссях, трапляються в мангрових лісах. Зустрічаються поодинці або парами, іноді невеликими зграйками. Живляться комахами та іншими безхребетними, яких шукають серед листя. 